# يان ووكر (كاتب مسرحي)
يان ووكر (بالإنجليزية: Ian Walker)‏ هو كاتب مسرحي أمريكي، ولد في 1964.